# Boulbi (chanson)
Ne doit pas être confondu avec Boulbi.
Singles de Booba
Garde la pêche
(2005) Pitbull
(2006)
Boulbi est une chanson interprétée par le rappeur français Booba. C'est le second single de son troisième album studio, Ouest Side sorti le 13 février 2006. Le morceau a été enregistré aux studios Blaster par Medi Med. Le titre de la chanson est l'abréviation de Boulogne-Billancourt, en référence au rappeur des Hauts-de-Seine. Un freestyle avec Cut Killer Show est disponible sur la mixtape Autopsie Vol. 2 sorti en 2007. Cette musique a connu un très grand succès en France et en Europe. Ce single fait aujourd’hui partie des classiques du rap français. Il s'est vendu à plus de 120 000 exemplaires.
Le groupe français Mustang a repris le morceau en 2012 dans un genre pop rock.

## Clip vidéo
Ce clip a été réalisé par Armen Djerrahian. Il commence avec un bref plan sur un restaurant kebab géré par un cuisinier au regard inquiétant. On peut y voir plusieurs personnes entrer : d'abord un groupe de jeunes filles qui connaissent le mot de passe "Boulbi" puis Booba accompagné de ses deux acolytes Mala et Bram's. Une fois dedans, la musique démarre et Booba commence à chanter tout en descendant les escaliers. Le sous-sol du restaurant est une boîte de nuit où plusieurs personnes dansent et Booba y est le maître. Des rivaux de Booba tentent de le provoquer mais le rappeur et son gang ne sont nullement impressionnés, les rivaux se font intercepter par les policiers de la boîte et sont enfermés dans une chambre froide. Ils sont rejoints par une jeune fille qui s'était disputées avec les filles du clan de Booba. Le lendemain dans le restaurant, un homme s'aperçoit qu'une chaîne en or -celle d'un des rivaux de Booba- se trouve dans le kebab. 
Disponible sur YouTube deux ans après sa sortie, le clip vidéo a été vu plus de 14.5 millions de fois.

## Crédits
- Auteur : Booba
- Éditeurs : Sony ATV Music Publishing / Talalc Publishinh / DR
- Réalisation : Booba pour Tallac Records et Animalsons
- Instruments et programmations : Clément Dumoulin et Marc Jouanneaux pour Animalsons